# José Durana
José Miguel Alberto Durana Semir (Arica, 27 de junio de 1960) es un político de derecha chileno, miembro de la Unión Demócrata Independiente (UDI). Ha sido concejal por la comuna de Arica, gobernador de la provincia de Arica (2010-2011) e intendente de la Región de Arica y Parinacota (2011-2014). Desde marzo de 2018 se desempeña como senador por la Circunscripción 1.

## Biografía
En 1989, entró a estudiar en la Facultad de Ciencias, Administración y Economía (FACSAE) de la Universidad de Tarapacá (UTA) de Arica, titulándose
como Contador Público-Contador Auditor en 1994. Se desempeñó en múltiples trabajos del área pública, privada y docente, impartiendo
clases en institutos y universidades, en el ejercicio de su profesión.
Está casado con la profesora de Estado en lenguaje y comunicación, Cibeles Adriana Mc-Conell,con quien tiene dos hijos; José Roberto y Cibeles Constanza.

## Carrera política
Fue Secretario Regional de la Secretaría Nacional de la Juventud durante los últimos años de la dictadura militar.
En 2004 fue candidato a concejal por la comuna de Arica, por la UDI, resultando electo para el periodo 2004-2008 tras obtener el 7,06 %, equivalente a 4376 votos. 
Consiguió la reelección en 2008, con 4283 votos, equivalentes al 6,99 %. Durante su segundo período como concejal, estuvo a cargo de la comisión de Salud Pública y Medioambiente, además de la comisión de Presupuesto, Comercio e Industria.
Paralelamente, durante quince años ocupó la presidencia distrital de la UDI en Arica (1991-2006), y posteriormente asumió la presidencia regional del partido (2008-2010).
El 15 de marzo de 2010, renuncia a su cargo de concejal para asumir como gobernador de la Provincia de Arica, en la XV Región de Arica y Parinacota, por encargo del presidente Sebastián Piñera. Lideró la implementación del Plan de Polimetales y ejecutó la puesta en marcha del Barrio Comercial en Paz y Barrio Residencial en Paz, enmarcándose en el eje de seguridad ciudadana gubernamental.
El 27 de octubre de 2011 fue anunciado como nuevo Intendente de la región de Arica y Parinacota para reemplazar al renunciado Rodolfo Barbosa. Asumió el cargo el día 2 de noviembre del mismo año. Previo a las elecciones municipales de 2012 su nombre fue sondeado para candidato al alcalde de Arica, aunque finalmente la Alianza designó a la militante RN Ximena Valcarce. Posteriormente desechó una candidatura a Diputado para las elecciones de 2013. Se desempeñó como Intendente hasta el final de la administración de Piñera, el 11 de marzo de 2014.
Durante 2016 la UDI lo propuso como candidato a la alcaldía de Arica, debiendo primero enfrentarse en una primaria en el mes de junio contra otros candidatos del pacto Chile Vamos, donde se impuso con más del 56 % de los votos. En la elección de octubre, resultó tercero con el 21.33 %, detrás del independiente Rodrigo Cuevas y el liberal Gerardo Espíndola. En diciembre del mismo año volvió a ser elegido presidente de la UDI en la Región de Arica, sucediendo a Roberto Erpel.
En las elecciones parlamentarias de 2017 postuló al Senado por la primera circunscripción de Arica y Parinacota, resultando electo para el periodo 2018-2022 con más del 13 % de los votos.

## Historial electoral

### Elecciones municipales de 2004
- Elecciones municipales de 2004, por el Concejo Municipal de Arica.[17]

| Candidato               | Pacto                          | Partido | Votos | %     | Resultado |
| ----------------------- | ------------------------------ | ------- | ----- | ----- | --------- |
| Waldo Sankán Martínez   | Concertación por la Democracia | PPD     | 6319  | 10,19 | Concejal  |
| Emilio Ulloa Valenzuela | Alianza por Chile              | RN      | 5961  | 9,62  | Concejal  |
| Mauricio Paredes Fierro | Concertación por la Democracia | Ind.    | 5251  | 8,47  | Concejal  |
| Jaime Arancibia         | Alianza por Chile              | UDI     | 4942  | 7,97  | Concejal  |
| José Durana Semir       | Alianza por Chile              | UDI     | 4376  | 7,06  | Concejal  |
| Eloy Zapata Espinoza    | Concertación por la Democracia | PR      | 4365  | 7,04  | Concejal  |
| Elena Díaz Hevia        | Juntos Podemos                 | PC      | 4249  | 6,85  | Concejala |
| Marcela Palza Cordero   | Concertación por la Democracia | PDC     | 3492  | 5,63  | Concejala |

### Elecciones municipales de 2008
- Elecciones municipales de 2008, por el Concejo Municipal de Arica.[18]

| Candidato                   | Pacto                          | Partido | Votos | %     | Resultado |
| --------------------------- | ------------------------------ | ------- | ----- | ----- | --------- |
| Orlando Vargas Pizarro      | Fuerza del Norte               | Ind.    | 9123  | 14,90 |           |
| Elena Díaz Hevia            | Juntos Podemos Más             | PC      | 6834  | 11,16 | Concejala |
| María Teresa Jelvez         | Alianza por Chile              | RN      | 4375  | 7,14  | Concejal  |
| José Durana Semir           | Alianza por Chile              | UDI     | 4283  | 6,99  | Concejal  |
| Emilio Ulloa Valenzuela     | Alianza por Chile              | RN      | 3240  | 5,29  | Concejal  |
| Juan Carlos Chinga Palma    | Alianza por Chile              | RN      | 2999  | 4,90  |           |
| Marcela Palza Cordero       | Concertación por la Democracia | PDC     | 2812  | 4,59  | Concejala |
| Jaime Arancibia             | Alianza por Chile              | UDI     | 2477  | 4,05  |           |
| Mauricio Paredes Fierro     | Concertación por la Democracia | PS      | 2255  | 3,68  |           |
| Jorge Mollo Vargas          | Concertación por la Democracia | PDC     | 2096  | 3,42  |           |
| Eloy Zapata Espinoza        | Concertación Progresista       | PR      | 1361  | 2,22  | Concejal  |
| Daniel Chipana Castro       | Concertación Progresista       | Ind.    | 1349  | 2,20  |           |
| Cristian Rodríguez Sanhueza | Por un Chile Limpio            | Ind.    | 1230  | 2,01  |           |
| Orlando Mundaca Muñoz       | Concertación Progresista       | PR      | 950   | 1,55  |           |
| David Beyzaga Quiñones      | Concertación por la Democracia | PS      | 937   | 1,53  |           |
| Jorge Aragón Vivanco        | Por un Chile Limpio            | Ind.    | 935   | 1,53  |           |
| Carmen Araya Caneo          | Alianza por Chile              | UDI     | 793   | 1,30  |           |
| Patricio Sanhueza Guzmán    | Concertación por la Democracia | PPD     | 773   | 1,26  |           |
| Lugarda Ortíz Araya         | Concertación por la Democracia | PDC     | 769   | 1,26  |           |
| Richard Vildoso Rojas       | Concertación por la Democracia | PDC     | 698   | 1,14  |           |
| Javier Araya Cortés         | Fuerza del Norte               | Ind.    | 694   | 1,13  | Concejal  |
| Samuel Díaz Silva           | Juntos Podemos Más             | PC      | 691   | 1,13  |           |
| Sergio Onell Lucero         | Juntos Podemos Más             | PH      | 680   | 1,11  |           |
| Eduardo Piñones Piñones     | Concertación por la Democracia | PPD     | 592   | 0,97  |           |
| Patricia Fernández Araya    | Fuerza del Norte               | FN      | 575   | 0,94  | Concejala |

### Primarias municipales de 2016
- Primarias municipales de Chile Vamos de 2016 para candidato a alcalde de la comuna de Arica.

| #                                                 | Candidato                                         | Partido                                           | Votos | %      | Resultado |
| ------------------------------------------------- | ------------------------------------------------- | ------------------------------------------------- | ----- | ------ | --------- |
| 1.                                                | José Durana Semir                                 | UDI                                               | 2382  | 56,38% | Nominado  |
| 2.                                                | Luz Marina Osorio Bahamondes                      | PRI                                               | 297   | 7,03%  |           |
| 3.                                                | Giancarlo Baltolu Quintano                        | Evópoli                                           | 781   | 18,49% |           |
| 4.                                                | Juan Carlos Chinga Palma                          | RN                                                | 765   | 18,11% |           |
| Votos válidamente emitidos (Primaria Chile Vamos) | Votos válidamente emitidos (Primaria Chile Vamos) | Votos válidamente emitidos (Primaria Chile Vamos) | 4225  | 100%   |           |
| Votos válidamente emitidos                        | Votos válidamente emitidos                        | Votos válidamente emitidos                        | 9439  | 92,71% |           |
| Votos nulos                                       | Votos nulos                                       | Votos nulos                                       | 533   | 5,24%  |           |
| Votos en blanco                                   | Votos en blanco                                   | Votos en blanco                                   | 209   | 2,05%  |           |
| Total de votos                                    | Total de votos                                    | Total de votos                                    | 10181 | 100%   |           |

En la comuna de Arica, tanto Chile Vamos como la Nueva Mayoría realizaron simultáneamente primarias municipales, por lo que los resultados incluyen la votación total de ambas primarias.

### Elecciones municipales de 2016
- Elecciones municipales de 2016, para Alcalde de Arica.[19]

| Candidato                  | Pacto                        | Partido | Votos  | %     | Resultado |
| -------------------------- | ---------------------------- | ------- | ------ | ----- | --------- |
| Gerardo Espíndola Rojas    | Alternativa Democrática      | PL      | 11 558 | 24.52 | Alcalde   |
| Rodrigo Cuevas Troncoso    | Independiente                | IND     | 11 424 | 24.24 |           |
| José Durana Semir          | Chile Vamos                  | UDI     | 10 056 | 21.33 |           |
| Andrea Murillo Neumann     | Nueva Mayoría                | DC      | 6601   | 14.0  |           |
| José Lee Rodríguez         | Poder Ecologista y Ciudadano | POD     | 2995   | 6.35  |           |
| Christian Álvarez Mancilla | Independiente                | IND     | 1248   | 2.65  |           |
| Andrea Pérez Cortés        | Unidos Resulta en Democracia | URD     | 998    | 2.12  |           |
| Bernardo Olivos Azúa       | Independiente                | IND     | 799    | 1.7   |           |
| Marcos Navarro Argandoña   | Chile Quiere Amplitud        | AMP     | 497    | 1.05  |           |
| Aníbal Díaz González       | Pueblo Unido                 | PI      | 484    | 1.03  |           |
| Gabriel Álamo Álamo        | Independiente                | IND     | 477    | 1.01  |           |

### Elecciones parlamentarias de 2017
- Elecciones parlamentarias de 2017, para Senador por la 1° Circunscripción, Región de Arica y Parinacota, (Arica,  Camarones, General Lagos, Putre)[20]

| Candidato                       | Partido                  | Pacto   | Votos  | %      | Resultados |
| ------------------------------- | ------------------------ | ------- | ------ | ------ | ---------- |
| Enrique Lee Flores              | Independiente            | IND     | 14 824 | 20,76% |            |
| José Miguel Insulza Salinas     | La Fuerza de la Mayoría  | PS      | 14 501 | 20,30% | Senador    |
| José Durana Semir               | Chile Vamos              | UDI     | 9639   | 13,50% | Senador    |
| Salvador Pedro Urrutia Cárdenas | La Fuerza de la Mayoría  | IND-PPD | 8159   | 11,42% |            |
| Verónica Foppiano Díaz          | Frente Amplio            | PL      | 7611   | 10,66% |            |
| Rodolfo Barbosa Barrios         | Chile Vamos              | IND-RN  | 7118   | 9,97%  |            |
| Rodrigo Díaz Bogdanic           | Frente Amplio            | Poder   | 4199   | 5,88%  |            |
| Claudio Ojeda Murillo           | Frente Amplio            | PH      | 1688   | 2,36%  |            |
| Mirtha Arancibia Cruz           | Chile Vamos              | RN      | 1068   | 1,50%  |            |
| Pablo Antonio Pizarro Bossay    | Por Todo Chile           | IND-PRO | 960    | 1,34%  |            |
| Sandra Cecilia Zapata Velásquez | Por Todo Chile           | IND-PRO | 836    | 1,17%  |            |
| Trinidad Victoria Parra Correa  | Convergencia Democrática | IND-PDC | 813    | 1,14%  |            |